# نیکیسکی، آلاسکا
نیکیسکی (به انگلیسی: Nikiski) شهری در بخش شبه‌جزیره کنای ایالت آلاسکا است که جمعیت آن در سرشماری سال ۲۰۰۰ میلادی ۴۳۲۷ نفر بوده‌است.